# Dreimühlen-Wasserfall
Der Wasserfall Dreimühlen ist ein Wasserfall, gespeist durch den Mühlenbach in der Gemarkung Üxheim-Ahütte. Über eine Breite von etwa 12 m fällt das kalkhaltige, kalte Wasser etwa 4 bis 6 m tief zum Ahbach. Der Wasserfall befindet sich im Dreieck der Ortschaften Ahütte, Niederehe und Nohn in der Kalkeifel. Er ist nach der benachbarten Ruine Dreimühlen benannt.
Im Bereich des Wasserfalls bildete der Ahbach bis zum 30. September 1932 die Grenze zwischen den Landkreisen Daun und Adenau und vom 1. Oktober 1932 bis 6. November 1970 die Grenze zwischen den Landkreisen Daun und Ahrweiler.

## Entstehung
Drei kleinere Karstquellen mit stark kalkhaltigem Wasser hatten in den zurückliegenden 10.000 Jahren seit der letzten Eiszeit ein etwa 300 Meter breites und 100 Meter tiefes Kalksinterplateau geschaffen.
Beim Bau der Bahnstrecke Dümpelfeld–Lissendorf, die am 1. Juli 1912 eröffnet wurde, fasste man die Quellbäche zum Mühlenbach zusammen und leitete sie unter dem Bahnkörper hindurch. An der Stelle, an der der künstliche Bach die Stufe passiert, wächst seither ein Vorsprung, über den das Wasser ins Tal fällt und wenige Meter weiter in den Ahbach fließt.
Der starke Bewuchs mit Laubmoosen, insbesondere Cratoneuron commutatum, zusammen mit Kieselalgen beschleunigt diesen Prozess, da die Oberfläche vergrößert und ausfallender Kalk gebunden wird. Pro Stunde sind dies etwa 0,5 kg, woraus sich eine Jahresmenge von etwa 4.500 kg ergibt. Durch sein ständiges Wachstum entgeht das Moos Cratoneurum commutatum der Überkrustung mit Karbonat an seiner Oberfläche; im Bereich seiner Anhaftung am Kalksinter stirbt es jedoch ab, wird überkrustet und bildet so fortlaufend neues, poröses Sintergestein, was einen jährlichen Zuwachs von etwa 10 cm verursacht.
Der Wasserfall wurde 1938 zum Naturdenkmal erklärt.

Nahaufnahme

1986 musste die Sintermauer gegen ein mögliches Abrutschen durch Betonfundamente gesichert werden, weil der Untergrund aus Auelehm dem Gewicht nicht mehr standzuhalten drohte. Der obere Teil wurde gesprengt, wodurch der Absatz in der Mitte entstanden ist.

Sinterbildung Wasserfall Dreimühlen
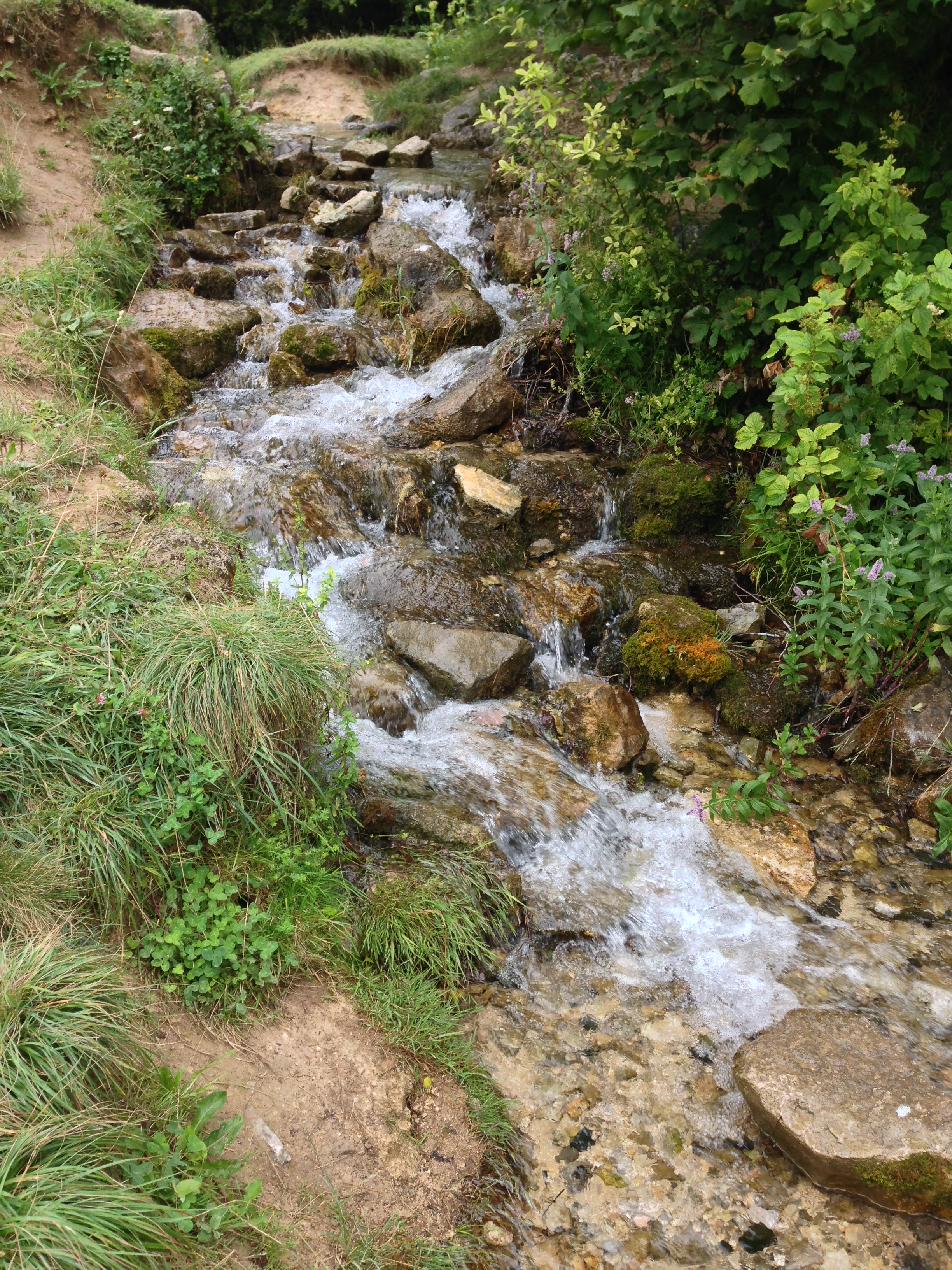
Der Mühlenbach oberhalb des Wasserfalls
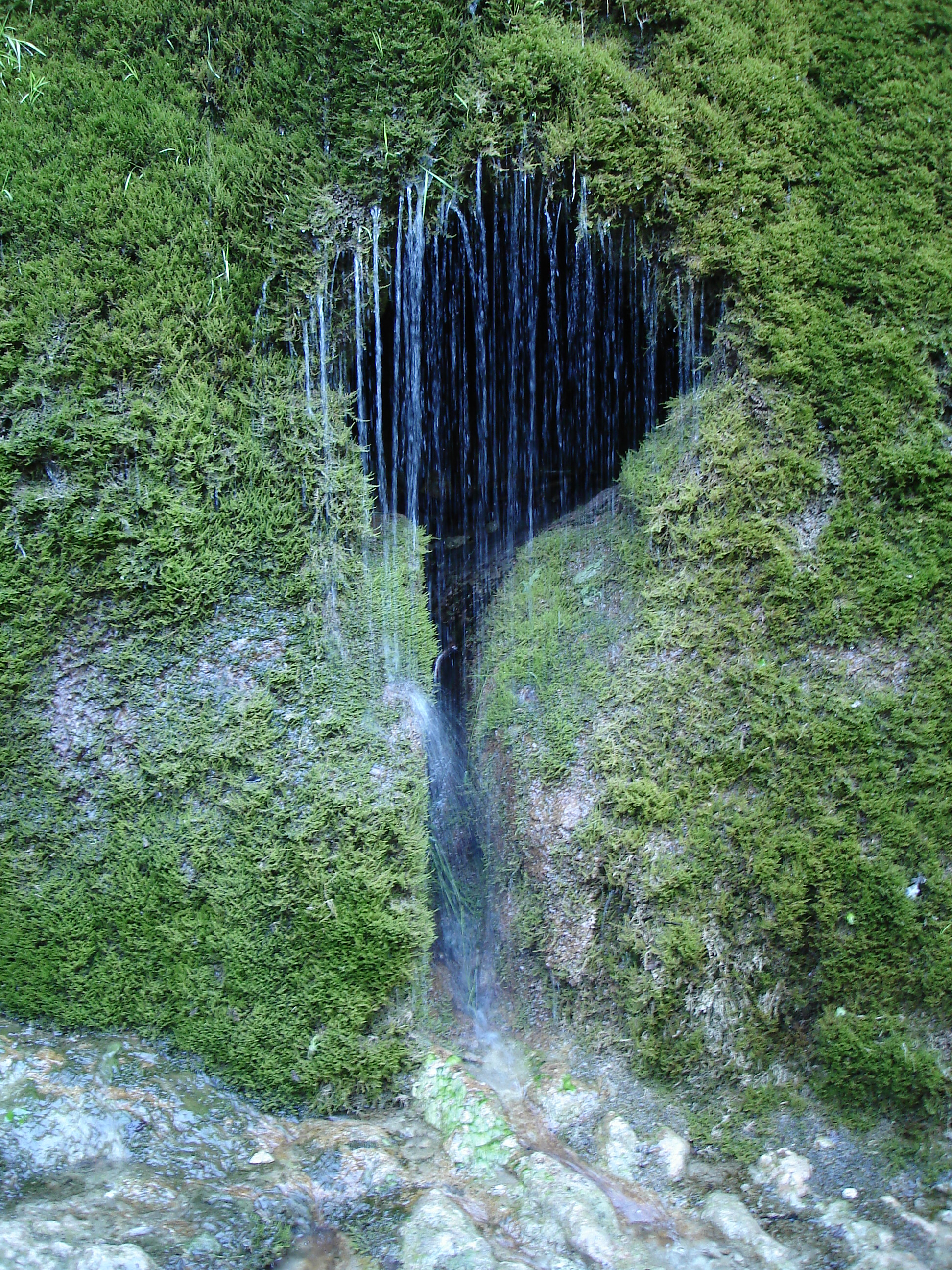
Wasser fließt durch das Moos des Wasserfalls…
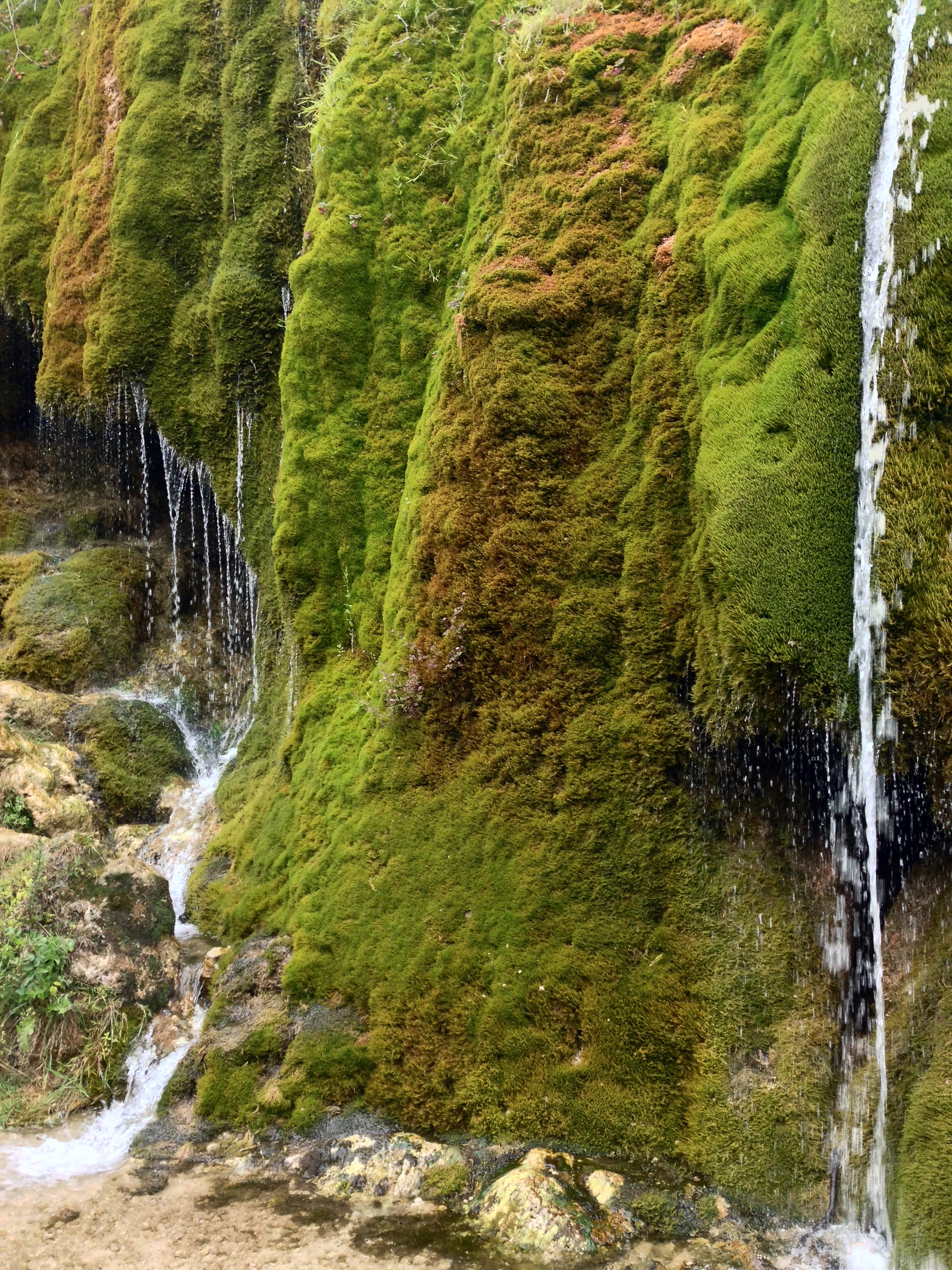
… und tropft zu Boden.
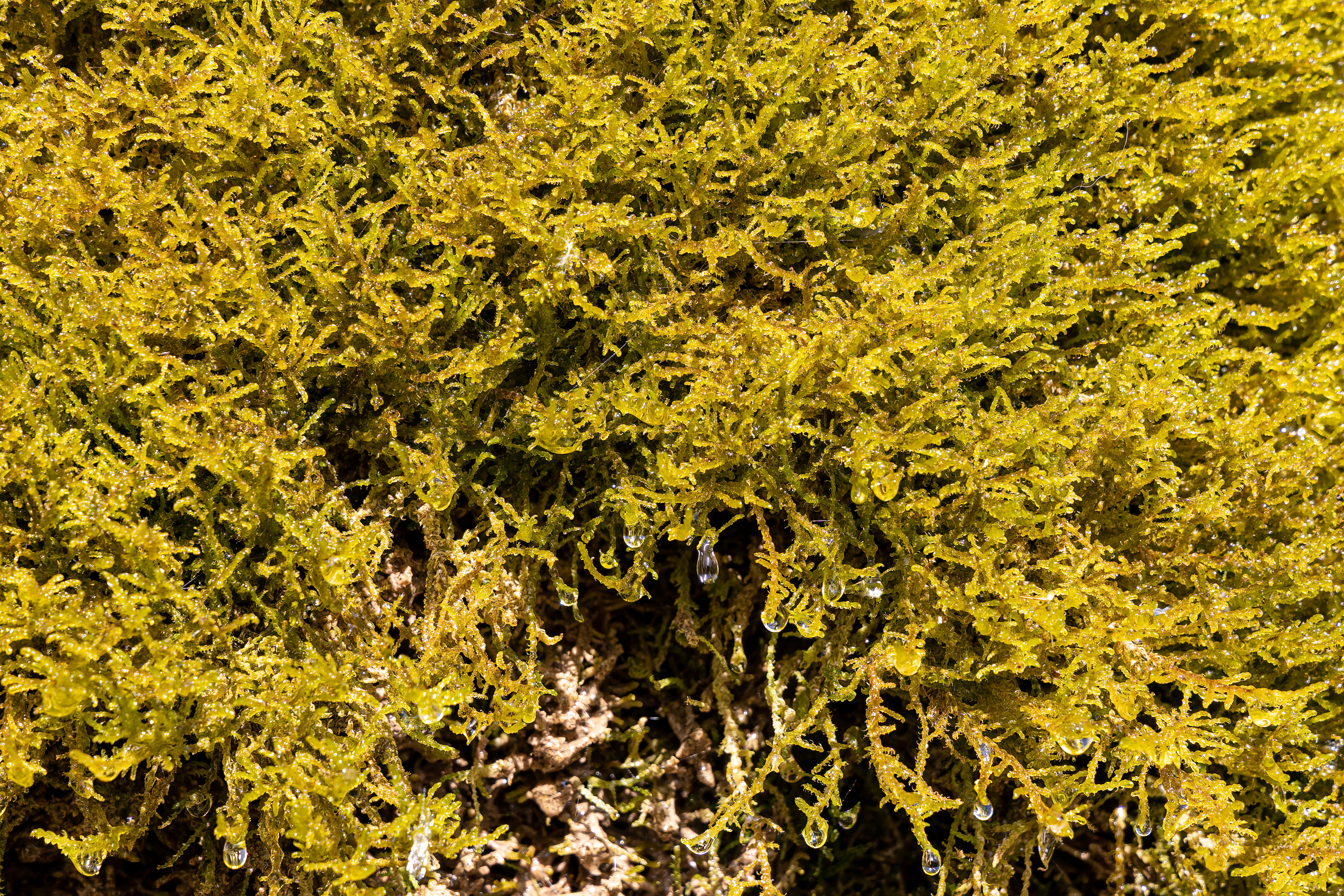
Das Moos Cratoneuron commutatum bindet ausfallenden Kalk an seiner Oberfläche

Im Januar 2014 wurden rund um den Wasserfall umfangreiche Rodungen an Bäumen und niedrigen Gehölzen vorgenommen, wodurch der Wasserfall besser sichtbar ist, an vielen Stellen der Umgebung jedoch nackter Erdboden zu sehen war. Nach der Rodung äußerte ein Vertreter des Natur- und Geoparks Vulkaneifel die Hoffnung, dass die Vegetation diese Stellen bald wieder zurückerobere.
An die eisenbahnhistorische Entstehungsgeschichte des Wasserfalls erinnert seit 2024 auch eine neue Infotafel. Diese und weitere Infotafeln wurden am Fuß- und Radweg von Ahütte zum Wasserfall aufgestellt, der hier über die ehemalige Bahntrasse verläuft und den Wasserfall mit dem heutigen Museumsbahnhof Ahütte verbindet.

## Erschließung
Wanderer erreichen den Wasserfall von einem der Ausgangspunkte über den Geo-Pfad oder den Eifelkrimi-Wanderweg. Für Radfahrer ist er über den Kalkeifel-Radweg und die Mineralquellen-Route erreichbar. Auf diesem Wege gelangt man auch ab den Üxheimer Ortsteilen Ahütte und Niederehe gut zu Fuß dorthin. In Ahütte wurde dafür im Jahr 2024 ein neuer Wanderparkplatz eröffnet.
Der Wasserfall ist außerdem aus der Ortschaft Nohn durch einen bei der Nohner Mühle gelegenen Parkplatz an der Landstraße 68 erschlossen. 

## Schutz und Auszeichnungen
Der Wasserfall ist Naturdenkmal und Teil des Naturschutzgebietes Ahbachtal. Er gehört zudem zu den Nationalen Geotopen Deutschlands.